# パチスロ攻略王 GET LUCK アルゼ・スペシャル
『パチスロ攻略王 GET LUCK アルゼ・スペシャル』（パチスロこうりゃくおう ゲットラック アルゼ・スペシャル）は宮坂武志監督によるオリジナルビデオ（OV）。77分。1999年8月13日リリース。販売はケイエスエス販売。

## 概要
パチスロ攻略雑誌「パチスロ攻略マガジン」の全面協力により実現した必勝テク満載のパチスロムービー。高知東生は本作で初主演を果たす。ヒロインのあかぎあいは劇中では代役を使わず、本人自ら正確な目押しを披露したという。

## ストーリー
大手電気メーカーの下請け代理店に勤めるサラリーマン・柏木京介（高知東生）。
そんな彼が取引先に騙されて多額の借金を作ってしまった！
なす術もなく途方にくれる京介だが、ふと立寄ったパチスロ店で
面白い様にリールが揃ってしまう。
俺のテクで少しずつ借金を返済出来るかも…。
笑いの止まらない京介に謎の少女・くるみ（あかぎあい）が近寄る。
「あたしと勝負しない？」くるみの挑発的な申し出に応じる京介。
かろうじて勝利するもののくるみの着実な攻略に度肝を抜かれる。
金を払うなら攻略法を伝授するというくるみにツキが落ちてきた京介は応じる。
やがて、くるみの理論と分析で京介は確実に勝ち進む。しかし――！？

## キャスト
- 柏木京介：高知東生
- 美少女スロッター・くるみ：あかぎあい
- 京介の婚約者・優子：土屋久美子
- 京介の上司で、実の兄：緋田康人
- 京介の勤め先の元店長：児玉頼信
- 大吉サチヲ
- オバさんスロッター：松本じゅん
- 仁科貴、大島信一、島田豊、千葉裕、樹原ゆり、岡本さとこ
- 男性刑事：大槻修治
- 女性刑事：森みつえ
- チンピラ：崎山祐一）
- 岡本幸明、阿部貴行、二瓶寛弘、南優香、神真由美、竹内紋子、三沢史子、三島絵里、高橋大輔、星久美子、木村春香、福田麻衣、石井里弥
- 空回しの老婆：磯村千花子
- パチスロ店長：森羅万象
- オカルト攻略サラリーマン：松山鷹志
- くるみの祖父：織本順吉

## スタッフ
- 製作：仁平幸男
- 企画：石田幸一、佐谷秀美
- プロデューサー：鳥澤晋
- 脚本：小林弘利
- 音楽：奥野敦士
- 撮影：坂江正明
- 照明：大坂章夫
- 録音：岡本立洋
- VE：川口勝仁
- 助監督：大野伸介
- 美術：大庭勇人
- 小道具：坂本朗
- スタイリスト：羽渕奈穂
- ヘアメイク：遠山直美
- スクリプター：樽角みほり
- 演出助手：野本史生、吉田亮
- 撮影助手：小宮由紀夫
- 照明助手：三善章誉、濱田研一、油谷静恵
- 録音助手：石上正治
- 美術助手：秋元早苗、小沢圭美
- スタイリスト助手：市村直樹
- スチール：矢野力
- 擬斗：辻井啓伺
- 回胴遊技指導：児嶋冬樹
- 制作担当：梶川信幸
- 制作主任：益岡正志
- 制作進行：桂健一、渡辺幸一朗
- 制作デスク：奈須美希
- 車輌：渋谷貞治、田中雄一
- 編集：小永組雄
- 音響効果：柴崎憲治
- EED：大豆生田祐治
- MA MIXER：林毅史
- 編集助手：小林真理
- EED助手：竹ノ内見帆
- MA MIXER助手：角本憲一
- 宣伝：金山蓉子
- 衣裳協力：San-ai（株式会社三愛）、INLET、Loyd
- ロケ協力：大徳興業株式会社、三益球殿黄金町店、MQ・戸部店、ナムコプレイシティキャロット伊勢佐木
- 協力：アクティブ・シネ・クラブ、AVID、Apple Computer、アルカブース、NTT MEDIA LAB、オフィス蓮、ハイライト、高橋ロケサービス、山崎美術、あすなろプロモーション、クロキ・プロ
- 撮影協力：パチスロ攻略マガジン（双葉社）、ARUZE CORP.（現ユニバーサルエンターテインメント）
- 制作協力：SUPLEX INC.
- 製作：株式会社ケイエスエス
- 監督：宮坂武志

## 続編
- オリジナルビデオ「パチスロ攻略王 GET LUCK 2」
  - 製作：ピンクパイナップル。2000年4月14日リリース。
  - 監督：宮坂武志　脚本：小林弘利　音楽：奥野敦士など主要スタッフは続投。
  - 主演は小沢和義。